# Christian Friedrich Wilkens

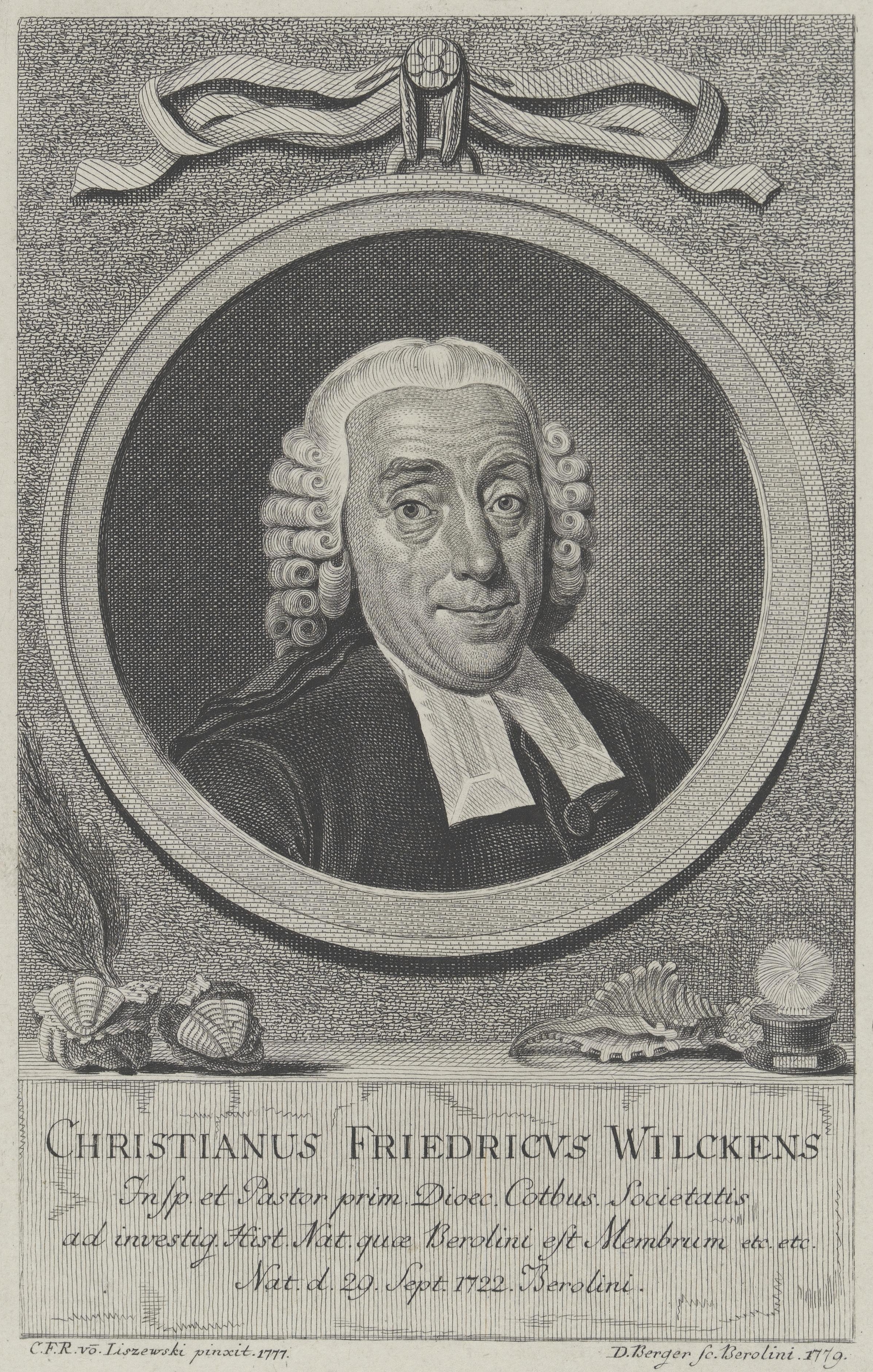
Christianus Friedricus Wilckens, von Christoph Friedrich Reinhold Lisiewski 1777

Christian Friedrich Wilkens, nach anderen Quellen Wilckens, (* 29. September 1722 in Berlin; † 9. November 1784 in Cottbus) war ein deutscher evangelischer Theologe und Naturforscher. 

## Biographie und Werk
Sein Vater war der Preußische Hofrat und Geheimsekretär der General-Postamtskanzlei Johann Christoph Wilkens und dessen Ehefrau Maria Christiana Müller, Tochter eines Regierungsadvokaten in Berlin. Nach Privatunterricht wurde er zuerst am Grauen Kloster und dann am Joachimsthalschen Gymnasium in Berlin unterrichtet. Danach studierte er drei Jahre Theologie in Halle und kehrte im Alter von 22 Jahren nach Berlin zurück. Der Vater war kurz vorher gestorben und so musste Christian Friedrich seinen Unterhalt als Hauslehrer verdienen. Er kam dann für drei Jahre als Lehrer an das Kloster Unser Lieben Frauen in Magdeburg.
Danach ging er für 11 Jahre als Feldprediger zum Dragonerregiment des Grafen von Rothenburg nach Küstrin. In der Freizeit widmete er sich der Naturgeschichte, legte sich ein Cabinet und eine seltene Büchersammlung an. 1750 heiratete er zum ersten Mal, seine Frau starb jedoch bereits nach 8 Monaten. 1756 heiratete er Charlotta Dorothea Berthold, die älteste Tochter des Kantors Johann Thomas Berthold an der Petrikirche in Berlin-Kölln.
Am Siebenjährigen Krieg nahm er mit seinem Regiment teil, wurde in der Schlacht bei Kolin gefangen genommen und ausgeplündert. Wieder frei gelassen, kehrte er über Dresden nach Berlin zurück, wo er einen Ruf als Prediger und als Inspektor der Kirchen und Schulen nach Cottbus erhielt. Sein Hausstand in Küstrin war durch den Angriff der Russen völlig zerstört worden.
In Cottbus widmete er sich neben seinen beruflichen Pflichten wieder naturwissenschaftlichen Studien. Durch seine Veröffentlichungen erlangte er allgemeine Anerkennung und wurde als Ehrenmitglied in die Gesellschaft Naturforschender Freunde zu Berlin aufgenommen.
Wilkens hatte eine Tochter (Charlotta Dorothee, geb. 1757), die mit dem Feldprediger George Wilhelm Grävel verheiratet war.

## Schriften
- Ch. F. Wilckens: Nachricht von seltenen Versteinerungen, vornehmlich des Thier-Reiches, welche bisher noch nicht genau genug beschrieben und erkläret worden, mit Kupfern. In drey Sendschreiben an seine Gönner und Freunde abgefasset. Bey Gottlieb August Lange, Berlin und Stralsund, 1769